# Județul Komárom-Esztergom
Komárom-Esztergom este un județ din nord-vestul Ungariei.

## Municipii
- Tatabánya

## Orașe
2007
- Esztergom (30 261)
- Tata (24 805)
- Komárom (19  587)
- Oroszlány (19 328)
- Dorog (12 203)
- Nyergesújfalu (7563)
- Ács (7260)
- Kisbér (5626)
- Lábatlan (5257)
- Bábolna (3781)

## Comune
| - Aka - Almásfüzitő - Annavölgy - Ácsteszér - Ászár - Baj - Bajna - Bajót - Bakonybánk - Bakonysárkány - Bakonyszombathely - Bana - Bársonyos | - Bokod - Csatka - Császár - Csém - Csép - Csolnok - Dad - Dág - Dömös - Dunaalmás - Dunaszentmiklós - Epöl - Ete | - Gyermely - Héreg - Kecskéd - Kerékteleki - Kesztölc - Kisigmánd - Kocs - Kömlőd - Környe - Leányvár - Máriahalom - Mocsa - Mogyorósbánya | - Nagyigmánd - Nagysáp - Naszály - Neszmély - Piliscsév - Pilismarót - Réde - Sárisáp - Súr - Süttő - Szákszend - Szomód - Szomor | - Tardos - Tarján - Tárkány - Tát - Tokod - Tokodaltáró - Úny - Várgesztes - Vérteskethely - Vértessomló - Vértesszőlős - Vértestolna |